# Kossalmi
Kossalmi ou Kossalma (en russe : Косалма) est une localité rurale située dans le Raïon des rives de l'Onega en République de Carélie (Russie). Attachée à la circonscription administrative de Suoju.
La localité se trouve entre les lacs Kentjärvi (fi) et Ukšjärvi (fi) sur le tronçon de l'autoroute reliant Petrozavodsk et Marcial.
En 2013, le village comptait 54 habitants.

## Démographie
| Année      | 1873 | 2009 | 2010 | 2013 |
| ---------- | ---- | ---- | ---- | ---- |
| Population | 71   | 53   | 45   | 54   |